# Христо Бинчаров
Христо Георгиев Бинчаров (Бинчар, Бенчаров) е български революционер, четник и терорист на Вътрешната македоно-одринска революционна организация.

## Биография
Христо Бинчаров е роден в ениджевардарското село Киркалово, тогава в Османската империя, днес в Гърция. Привлечен е във ВМОРО от войводата Павел Граматиков, скоро след това по препоръка на Иван Тупара е определен за куриер в Карайотица, където живеел със семейството на жена си и братята си Мицо и Иван. С тях и още с Мицо Свирков и Пено Маренов, Иван Чипанитов от Призна и Мицо Кадийски от Кадиново подпомагат четите в Ениджевардарското езеро. Действа и като терорист под прякото началство на Апостол Петков, прекарва и четата на Борис Сарафов през Ениджевардарско. В 1910 година е арестуван по време на обезоръжителната акция на младотурците след Хуриета и е затворен в Ениджевардарския затвор, откъдето успява да избяга и да се укрие в Ениджевардарското блато. Там става четник на Иван Пальошев заедно с Кольо Маслинков, Танас Лебанов от Зорбатово, Иван Сърбот и Ичко Кушински и куриерите Глигор и Никола Петрушев. На 11 септември 1911 година в Чичигъската кория четата дава тежко сражение на турски аскер, черкезката контрачета на Ваит капидан и мегленски башибозук, но успява да се изтегли без жертви.
Още преди Балканската война е четник в четите на Иван Пальошев и Ичко Димитров, а след избухването на войната е доброволецвъв 2-ра рота на 13-а кукушка дружина на Македоно-одринското опълчение. По-късно е в Сборната партизанска рота на МОО.
След войната е заловен от гръцките власти и хвърлен в солунския затвор Еди куле. След края на Първата световна война през 1924 година заедно с други бежанци от Карайотица напуска родния си край и се установява в Равда, където участва в дейността на Равденското македонско благотворително братство. В края на 20-те години на XX век се премества в Пловдив.
На 14 март 1943 година, като жител на Пловдив, подава молба за българска народна пенсия, която е одобрена и пенсията е отпусната от Министерския съвет на Царство България.
Христо Бинчаров оставя ценни спомени за борбите в Ениджевардарско на Христо Шалдев, Христо Силянов и други автори.